# Středoevropský pohár 1937
Sezóna 1937 byla 11. ročníkem Středoevropského poháru. Zúčastnily se nejlepší týmy z uplynulého ročníku domácí ligy z Československa, Rakouska, Maďarska, Itálie, Švýcarska, Jugoslávie a Rumunska a někteří z vítězů národních pohárů uvedených zemí. Vítězem se stal tým Ferencvárosi TC.

## Osmifinále
| Domácí v 1. zápase   | Celkem | Hosté v 1. zápase     | 1. zápas | 2. zápas |
| -------------------- | ------ | --------------------- | -------- | -------- |
| SK Slavia Praha      | 3 - 5  | Ferencvárosi TC       | 2 - 2    | 1 - 3    |
| First Vienna FC 1894 | 2 - 2  | FC Young Fellows      | 2 - 1    | 0 - 1    |
| AGC Bologna          | 2 - 7  | FK Austria Wien       | 1 - 2    | 1 - 5    |
| Venus Bucureşti      | 5 - 10 | Újpest FC             | 4 - 6    | 1 - 4    |
| SK Admira Wien       | 3 - 3  | AC Sparta Praha       | 1 - 1    | 2 - 2    |
| Genova 1893 FBC      | 6 - 1  | Gradjanski HSK Zagreb | 3 - 1    | 3 - 0    |
| Hungária FC          | 2 - 4  | SS Lazio              | 1 - 1    | 2 - 3    |
| Grasshopper Club     | 6 - 5  | SK Prostějov          | 4 - 3    | 2 - 2    |

## Čtvrtfinále
| Domácí v 1. zápase | Celkem | Hosté v 1. zápase    | 1. zápas | 2. zápas |
| ------------------ | ------ | -------------------- | -------- | -------- |
| Ferencvárosi TC    | 2 - 2  | First Vienna FC 1894 | 2 - 1    | 0 - 1    |
| FK Austria Wien    | 7 - 5  | Újpest FC            | 5 - 4    | 2 - 1    |
| SS Lazio           | 8 - 4  | Grasshopper Club     | 6 - 1    | 2 - 3    |
| SK Admira Wien     | ---    | Genova 1893 FBC      | 2 - 2    | ---      |

## Semifinále
| Domácí v 1. zápase | Celkem | Hosté v 1. zápase | 1. zápas | 2. zápas |
| ------------------ | ------ | ----------------- | -------- | -------- |
| FK Austria Wien    | 5 - 7  | Ferencvárosi TC   | 4 - 1    | 1 - 6    |
| SS Lazio           | ---    | -                 | ---      | ---      |

## Finále
| Domácí v 1. zápase | Celkem | Hosté v 1. zápase | 1. zápas | 2. zápas |
| ------------------ | ------ | ----------------- | -------- | -------- |
| Ferencvárosi TC    | 9 - 6  | SS Lazio          | 4 - 2    | 5 - 4    |